# 近松青春日記
『近松青春日記』（ちかまつせいしゅんにっき）は、NHKにて1991年9月6日から11月29日まで放送された時代劇である。全13話。

## あらすじ
井原西鶴、松尾芭蕉と並び「元禄文化」の担い手であった近松門左衛門の作品をもとに、杉森信盛こと近松門左衛門の若き日の姿を描いた青春グラフィティー。後世に名を残す近松も青春期には大坂の下町で愛と人生に悩む多感な毎日を送っていた。

## キャスト
- 杉森信盛（のちの近松門左衛門）：髙嶋政宏
- はつ：若村麻由美
- 井原西鶴：桂枝雀
- 岡本利信:別所哲也
- 岡本きく：水野真紀
- 銀次:石橋保
- 杉森しの:小林綾子
- 貞吉:佐川満男
- とめ：三島ゆり子
- 与兵衛：内藤剛志
- おちか：長谷川真弓
- お吉：黒田福美

- 語り：上岡龍太郎

## スタッフ
- 脚本：布施博一
- 音楽：渡辺俊幸
- 制作：森平人
- 演出：大森青児、宮崎純、内藤慎介ほか
- 製作：NHK大阪放送局

## 放映リスト（サブタイトルリスト）
1. 悲しい嘘
2. 兄妹
3. 幼なじみ
4. 女ごころ
5. 影の男
6. まことの恋
7. 二人の女
8. 誘惑
9. 母と子
10. 幻の女
11. あやまち
12. 偽証文
13. 旅立ち（最終回）

## 主題歌
主題歌:「ずっと遠くで」(作詞：上田正樹 作曲：剛本朗 歌：上田正樹)

## 備考
本作品終了後しばらく大河ドラマ以外のNHKの連続時代劇は休止。次回作は1992年4月開始の「腕におぼえあり」。